# Barbet (pes)
Barbet je pasma psov, poimenovana tudi francoski vodni pes, saj psi te pasme navadno obožujejo vodo. 
Pasma je uvrščena v 8 skupin. Med drugim tudi med prinašalce, vodne pse, šarivce,...

## Opis pasme
Barbet je zelo redka pasma. Največ psov te pasme, še posebno tisti na razstavi so črne, črne in bele ali rjave barve. Skoraj vsi imajo lise na tacah ali na nogah in sicer rjave ali bele barve. Samci so visoki od 52 do 61 centimetrov, dolgi pa od 52 do 65 centimetrov. Enako velja za samice. Samci tehtajo od 18 do 27 kilogramov. Samice pa tehtajo od 17 do 28 kilogramov. 
V povprečju psi te pasme dočakajo od 13 do 15 let. Najstarejši pes pa naj bi dočakal kar 19 let.

## Temperament
Pse pasme Barbet opisujemo kot vesele, poslušne in inteligentne. Hitro se učijo in potrebujejo vseživljenjsko učenje poslušnosti. Radi živijo s starejšimi, družinami in še posebej z otroki. Vsak dan pa obvezno potrebujejo nekoliko daljši sprehod. Psi te pasme so dobri za lov na vodne ptice, prav tako se psi te pasme uključujejo v številna tekmovanja.

## Zdravstveno stanje
Zaradi izredno majhnega števila psov te pasme je malo znanega o dolgotrajnih zdravstvenih vprašanjih. Vendar pa so sedaj začeli veliko raziskovanje o zdravstvenem stanju te pasme prav v Franciji. Večina rejcev zdaj zahteva vsaj zdravstveno potrdilo.
Kot pri vseh čistokrvnih psih, so tudi psi pasme Barbet občutljivi na določene genetske okvare. Zaradi genetskih bolezni morajo vzreditelji dobro izbrati rodovnik, da zmanjšajo tveganje. Na žalost pa narašča število vzrediteljev, ki se tega ne zavedajo. Pogoste genetske bolezni pri tej pasmi psov so epilepsija, kile, displazija kolkov, entropija, unetje ušes in nekatere druge. Nekateri psi lahko dobijo tudi neporavnan ugriz, kar pa za psa ni nevarno.
Podobno kot pudlji so tudi psi te pasme občutljivi na displazijo kolkov. Ta bolezen navadno tudi vpliva na življenjsko dobo psa.

## Zgodovina
Pasma barbet je pomemben del zgodovine. Prvi zapisi o tej pasmi so stari več kot sto let.
Na začetku ni imel tako dolge dlake, kot jo poznamo danes. Šele pred nekaj leti je postala dlaka taka, kot je danes. Barbet je upodobljen v knjigi grofa George Louis Naturelle. Menil je, da je izvor te pasme na Antarktiki. 
Ljudem v preteklosti je najbolj pomagal pri lovu na vodne ptice. Danes pa je pasma najbolj priljubljena v Združenih državah Amerike.

## Stanje v Združenih državah Amerike
Ocenjuje se, da trenutno v Združenih državah Amerike trenutno živi 110 Barbetov. Sprejeti so bili različni ukrepi, ki naj bi povečali število Barbetov. Zdaj se ljudje povsod po svetu, ki imajo pse te pasme povezujejo v različne skupnosti in klube. Število psov te pasme počasi, a vendar narašča.